# Globale Gewerkschaftsföderation
Als Globale Gewerkschaftsföderation (auch Globaler Gewerkschaftsverband; englisch Global Union Federation, GUF) werden internationale Zusammenschlüsse von Branchengewerkschaften bezeichnet, die mit dem Internationalen Gewerkschaftsbund im Rahmen der Global Unions zusammenarbeiten.
Vorläufer der Globalen Gewerkschaftsföderationen waren die Internationalen Berufssekretariate (IBS).

## Liste der Globalen Gewerkschaftsföderationen
Es handelt sich dabei um die folgenden internationalen Organisationen:
- Bau- und Holzarbeiter Internationale (BHI) / Building and Wood Workers International (BWI)
- Bildungsinternationale (BI) / Education International (EI)
- IndustriALL
- Internationale Allianz für Kunst und Unterhaltung / International Arts and Entertainment Alliance (IAEA)
- Internationale der Öffentlichen Dienste (IÖD) / Public Services International (PSI)
- Internationale Gewerkschaft der Nahrungsmittelarbeiter / International Union of Food, Agricultural, Hotel, Restaurant, Catering, Tobacco and Allied Workers’ Associations (IUF)
- Internationale Journalisten-Föderation / International Federation of Journalists (IJF)
- Internationale Transportarbeiter-Föderation (ITF) / International Transport Workers’ Federation (ITF)
- UNI Global Union (Union Network International (UNI))

## Mitgliederzahlen
Für 2015 liegen die folgenden Zahlen vor
| GUF              | Mitglieder (in 1.000) | Gewerkschaften |
| ---------------- | --------------------- | -------------- |
| BHI              | 12.000                | 326            |
| BI               | 30.000                | 400            |
| IAEA             | 800                   | 300            |
| IJF              | 600                   | 161            |
| IndustriALL      | 50.000                | 632            |
| ITF              | 4.500                 | 700            |
| IUF              | 2.600                 | 397            |
| IÖD              | 20.000                | 669            |
| UNI Global Union | 20.000                | 900            |

Als Vergleichszahlen:
Dem IGB gehörten im November 2017 nach eigenen Angaben 331 Gewerkschaften aus 163 "Ländern und Territorien" mit rund 202,3 Millionen Mitgliedern an.